# Дієго Рівера
Дієго Рівера  (ісп. Diego Rivera, нар. 8 грудня 1886, Гуанахуато — пом. 24 листопада 1957, Мехіко, повне ім'я Diego María de la Concepción Juan Nepomuceno Estanislao de la Rivera y Barrientos Acosta y Rodríguez) — мексиканський художник ХХ століття. Малював портрети, жанрові картини, натюрморти, звертався до графіки (літографія). Працював художником-монументалістом, твори цього напрямку принесли йому світову славу.

## Біографія

### Початок життя
Народився в місті Гуанахуато (північний захід Мексики). Художнє навчання отримав в столиці Мехіко, в Академії мистецтв Сан-Карлос. Серед його вчителів — Хосе Марія Веласко. За успіхи в навчанні отримав стипендію, що дала змогу перебратися в Європу, в Іспанію.

### Переїзд в Західну Європу
У 1907 р. перебрався в Європу. Недовго навчався в Мадриді (1907), з 1909 року — в Парижі. Серед знайомих цього періоду — Пабло Пікассо, Ілля Еренбург, Амедео Модільяні.

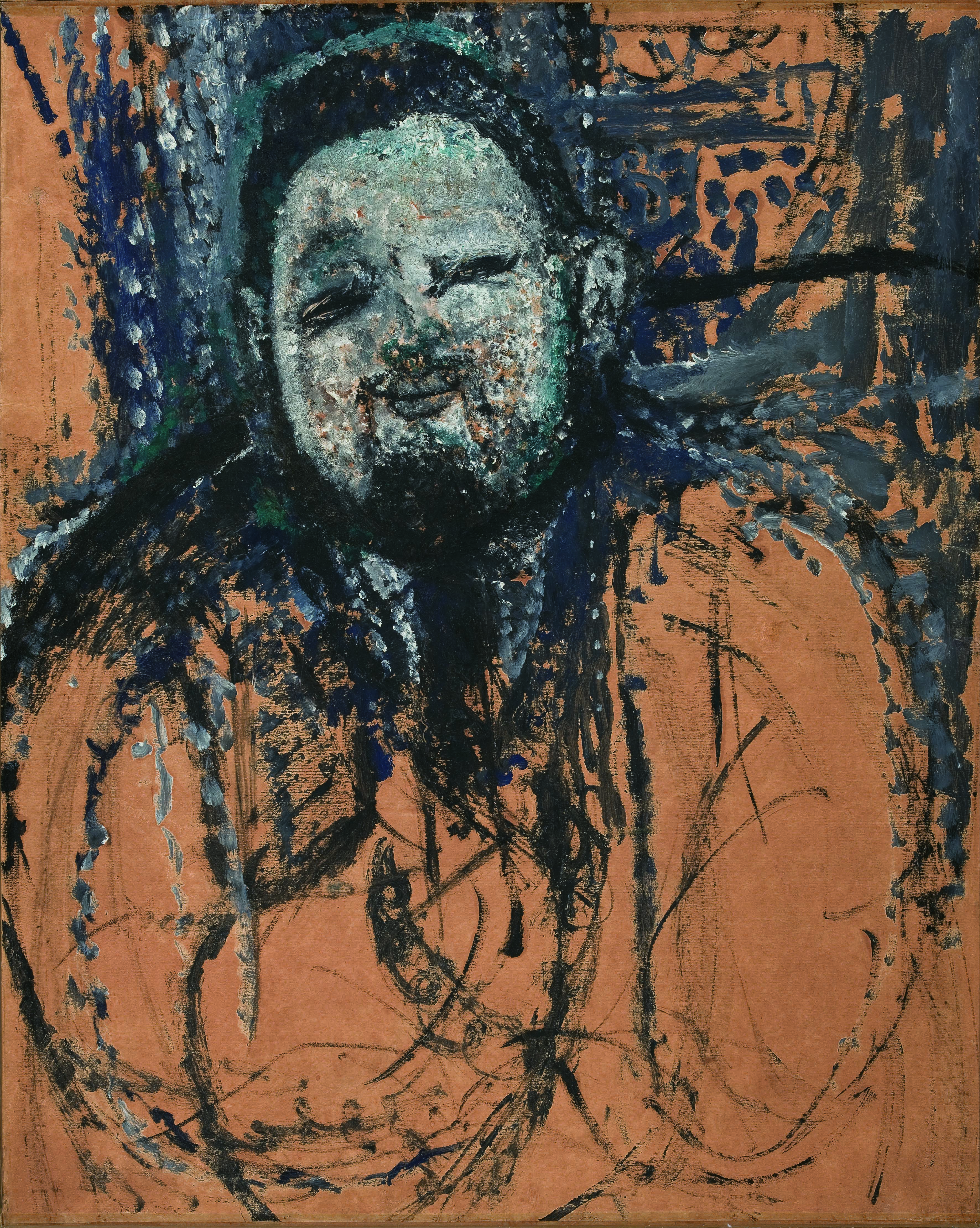
Худ. Модільяні, портрет Дієго Ривери, 1916 р.

Мешкав в Іспанії, Бельгії, Нідерландах, Великій Британії, Італії. Більшу частину цього періоду перебував у Франції в Парижі. Спілкування з митцями Франції призвело до захопленням кубізмом. Серед старих майстрів вирізняв твори італійця Джотто.

### Повернення в Мексику.
У 1921 р. повернувся на батьківщину. Жив у столиці, де працював над реалізацією державної мистецької програми революційного уряду, прикрасив монументальними творами (фрески) низку державних будівель в Мехіко та в провінціях.

### Відвідини СРСР
З 1922 р. — член комуністичної партії Мексики.
У 1927—1928 рр. приїздив до СРСР, де створив декілька станкових робіт (Свято 1-го травня в Москві, портрети). Вдруге відвідав країну в часи політичної відлиги за часів Хрущова у 1956 р.

### Праця у США
У 1930—1933 рр. жив і працював у США, де створив декілька монументальних творів в містах Лос-Анджелес, Детройт, Нью-Йорк.
У 1931 р. Музей сучасного мистецтва в Нью-Йорку влаштував велику персональну виставку митця.

### Твори в Мексиці та США

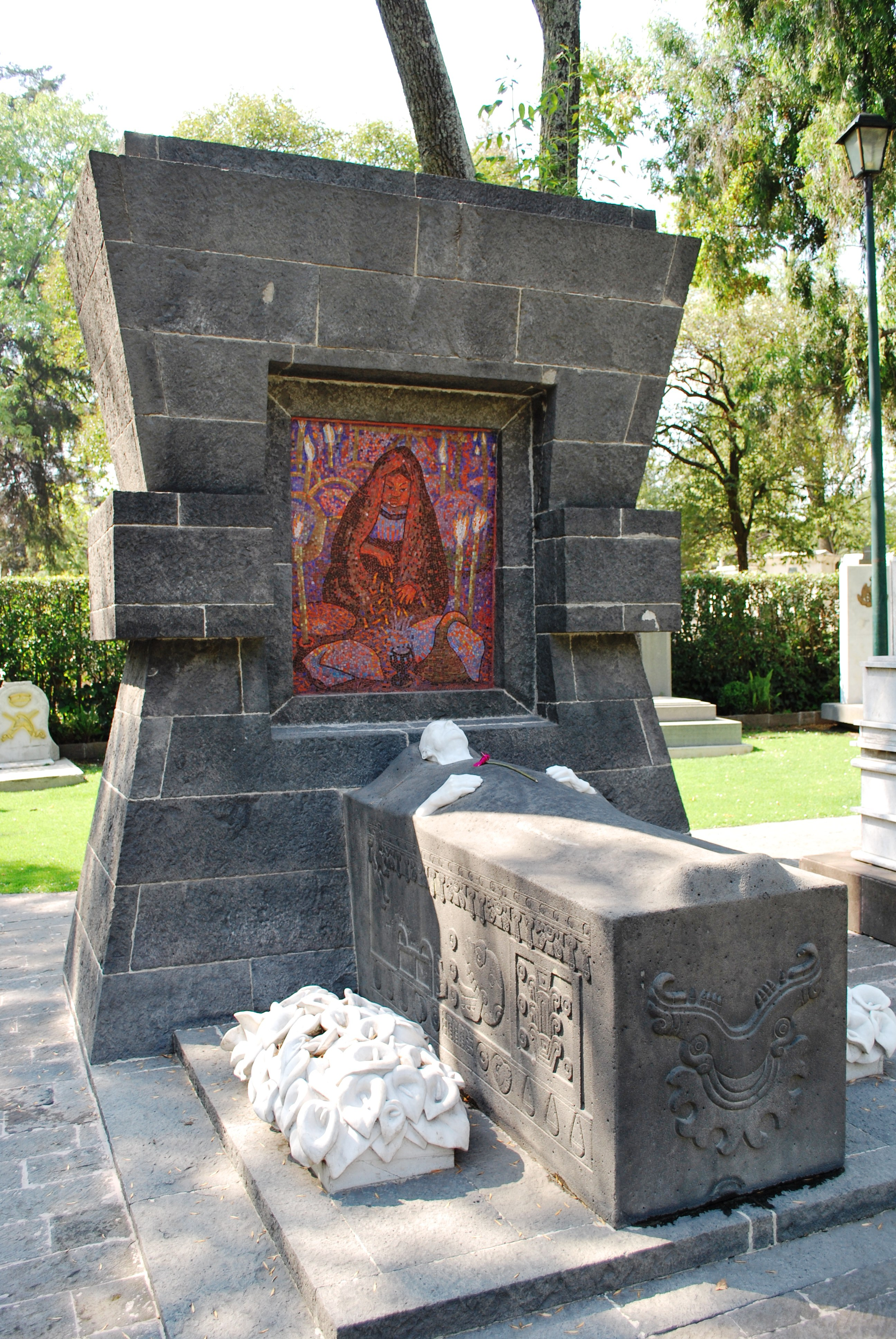

З 1934 р. знову в Мексиці, працює над станковими творами, портретами.
З 1940 р. знову повернувся до створення монументальних творів — Павільйон на Всесвітній виставці в Сан Франциско, Національний палац в Мехіко, Рокфеллерівський Центр в Нью-Йорку, готель «Прадо» в Мексиці. Твори цього періоду викликали жваві дискусії і спротив у прихильників ортодоксального католицизму та консервативних політичних угруповань. У США пам'ятали про його відвідини ворожого СРСР та комуністичні симпатії самого художника.
Його дружина — художниця Фріда Кало.
Помер в місті Мехіко 25 листопада 1957 р.

### Увічнення пам'яті
В місті Мехіко відкрито музей Дієго Рівера.

## Художні твори

### Монументальні твори

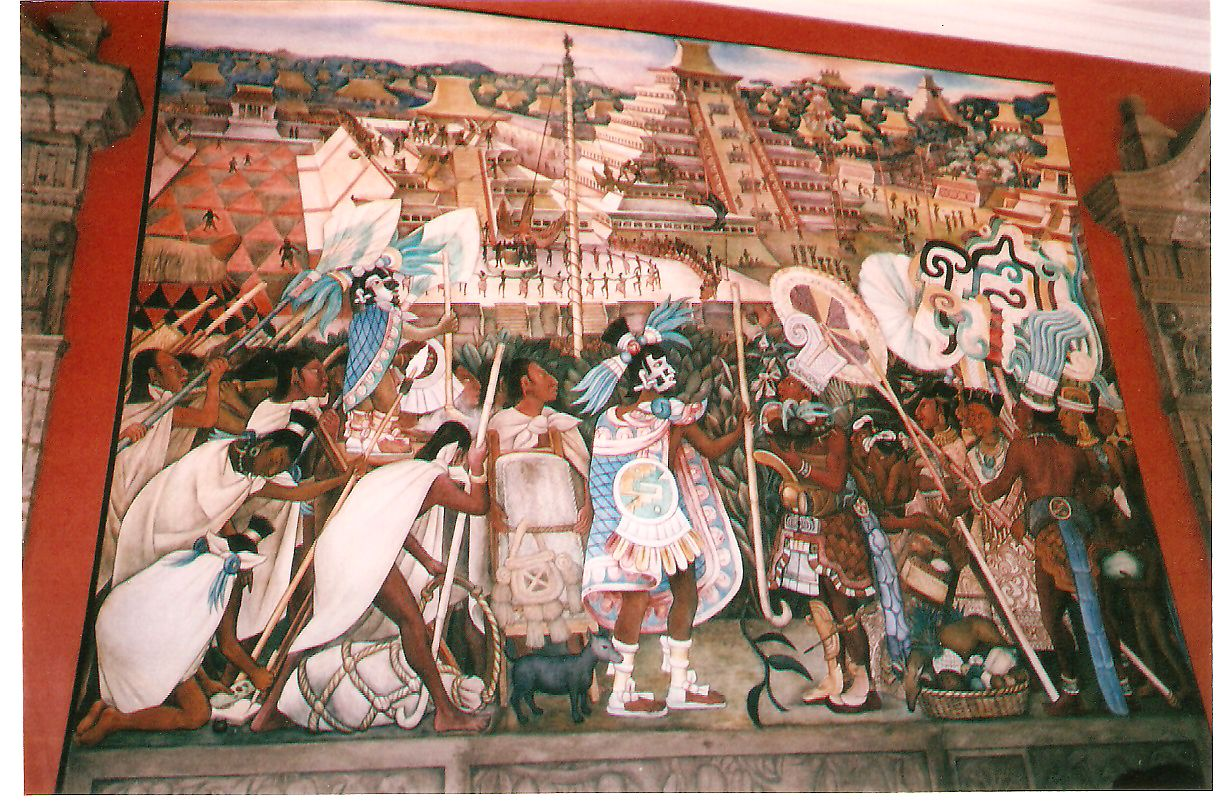
Діего Рівера. Фреска в Національному палаці, Мехіко.

- Стінописи міністерства освіти, 1923-29
- Стінописи міністерства охорони здоров'я, 1929—1930
- Стінописи готелю «Прадо», 1947—1948, Мехіко
- Стінописи Національного палацу, 1929, 1950
- Стінописи сільхоз-школи в Чапінго, 1926-27
- Стінописи палацу Кортеса в Куернаваку, 1929—1930
- Стінописи інституту мистецтв в Детройті, 1932—1933
- Стінописи Олімпійського стадіону, 1952—1953

### Портрети
- Автопортрет, 1907
- Ангеліна Белофф, 1909
- Оскар Мещанінофф, 1913
- Портрет Адолфа Бест Могара, 1913
- МартінЛуїс Гусман, 1915
- Люпе Марін в білій сукні, 1938
- Портрет Мадести та Інесіти, 1939
- Автопортрет для Ірени Річ, 1941
- Портрет Карлоса Пеллісера, 1942
- Портрет Наташи Заколкової Гельман, 1943
- Портрет Куи Бестаманте, 1946
- Портрет Рут Рівера, 1949
- Портрет дівчинки (Эленита Каррилло Флорес), 1952
- Міссіз Елена Флорес де Каррілло, 1953

### Пейзажі
- Авіла, вечірній пейзаж, 1907
- Будинок на мосту, 1909
- Нотр Дам де Пари в дощ, 1909
- Ейфелева вежа, 1914
- Передмістя Парижу, 1918
- Пейзаж Запатісти, 1915
- Сутінки в Акапулько, 1956

### Жанрові композиції та натюрморти
- Антична гіпсова голова, 1898
- Поклоніння Богородиці,1913
- Сніданок моряка, 1914
- Натюрморт, 1918
- Математик, 1918
- Материнство, 1916
- Руки лікаря Мура, 1940
- Оголена жінка з білими калами
- День Мертвих, 1944
- Спокуси Святого Антонія, 1947
- Сновидіння про недільний день у парку Альмеда, 1948
- Майстерня художника, 1954